# Holly Jackson
Holly Jackson, coniugata Pederson (Regina, 16 ottobre 1956), è un'ex cestista canadese.

## Carriera
Con il Canada ha disputato i Campionati mondiali del 1979.